# Mollami
Mollami è un singolo del gruppo musicale italiano Articolo 31, pubblicato nel 1996 dalla Crime Squad. È il quinto ed ultimo estratto dall'album Messa di vespiri. La versione "Remix Pesante" è stata realizzata in collaborazione con gli Extrema.

## Tracce
CD
1. Mollami - M'hai rotto (Remix Pesante)
2. Un'altra cosa che ho perso (Acustica con graffi)
3. Un'altra cosa che ho perso (Acustica con graffi e ritmi)
4. Mollami (Album version)